# 新潟県道74号十日町六日町線
新潟県道74号十日町六日町線（にいがたけんどう74ごう とうかまちむいかまちせん）は、新潟県十日町市から南魚沼市に至る県道（主要地方道）である。

## 概要

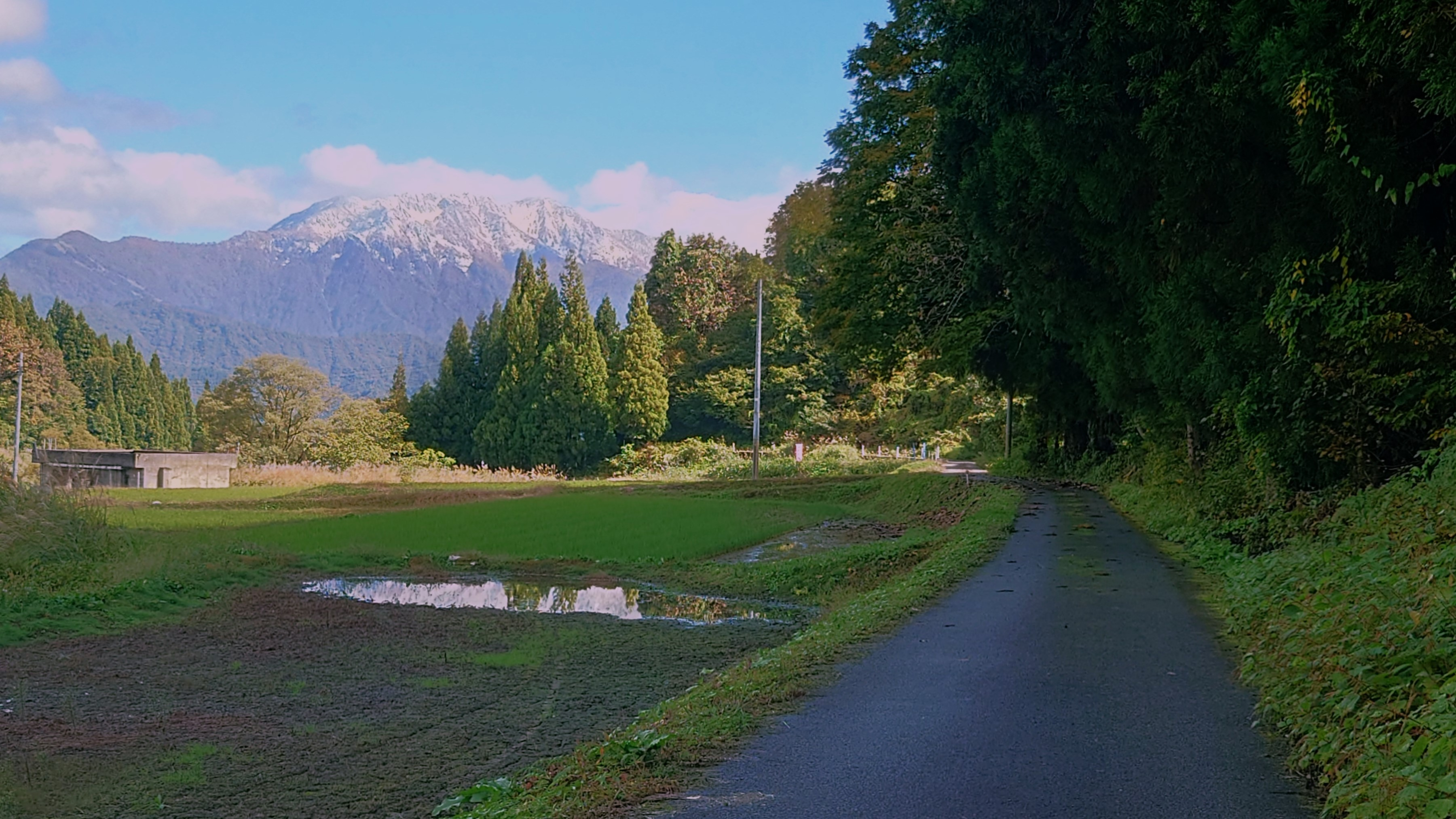
新潟県道74号十日町六日町線

新潟県南部に位置する十日町市市街地と南魚沼市六日町市街地とを結ぶ主要地方道にも指定された路線で、十日町盆地と魚沼盆地の間を隔てる魚沼丘陵を峠越えする。同様な経路で丘陵越えの道路に国道253号があり、本路線である十日町六日町線は国道253号の北側で並行する。
ほくほく線美佐島駅先の集落より八箇峠道路付近までは1,2車線程度しかなく、八箇峠道路付近より新潟県道521号欠ノ上五日町線までは1車線の区間が続く。また、途中の峠区間はカーブが多く、急勾配が延々と続き、見通しが悪い。

### 路線データ
- 起点 : 十日町市本町4丁目（国道117号交点）
- 終点 : 南魚沼市六日町（国道17号交点）

## 歴史
- 1993年（平成5年）5月11日 - 建設省から、県道十日町六日町線が十日町六日町線として主要地方道に指定される[1]。

## 路線状況

### 重複区間
- 新潟県道559号新座八箇線（十日町市未甲 地内）
- 国道253号（南魚沼市余川 地内）

## 地理

### 通過する自治体
- 十日町市
- 南魚沼市

### 交差する道路
- 国道117号（十日町市本町・本町三交差点、起点）
- 新潟県道461号中条田川線（十日町市川原町）
- 新潟県道559号新座八箇線（十日町市未甲）
- 新潟県道521号欠ノ上五日町線（南魚沼市欠之上）
- 国道253号（南魚沼市余川）
- 新潟県道124号余川塩沢停車場線（南魚沼市余川）
- 国道17号 六日町バイパス（南魚沼市余川）
- 国道17号（南魚沼市六日町、終点）

### 沿線
- 北越急行ほくほく線 美佐島駅（十日町市午）
- 関越自動車道 六日町インターチェンジ（南魚沼市余川）
- 新潟県立六日町高等学校（南魚沼市余川）